# Deutsche Turnmeisterschaften 1944
Die Deutschen Turnmeisterschaften 1944 fanden als 5. Deutsche Kriegsmeisterschaft am 13. und 14. Mai 1944 statt.
Austragungsort war der Brauhofsaal in Krems an der Donau. Deutscher Meister im Mehrkampf wurde Ernst Braun aus Dortmund vor Jakob Kiefer und Erich Wied.
Einzelmeister wurden:
Reck – Alfred Müller
Barren – Jakob Kiefer
Ringe – Herbert Finke
Pferdsprung – Erich Wied und Rudi Gauch
Bodenturnen – Ernst Braun